# Урания (муза)
Ура́ния (др.-греч. Οὐρανία), лат. Ūrania, Ūraniē, в древнегреческой мифологии — муза астрономии. 
Согласно Диодору, получила имя от устремленности к небу (урано́с) тех, кто постиг ее искусство.
Дочь Зевса и Мнемосины, рождена в Пиерии. Мать Гименея.
Популярный образ и символ в искусстве. 
В честь Урании назван астероид (30) Урания, открытый в 1854 году.

## Атрибуты

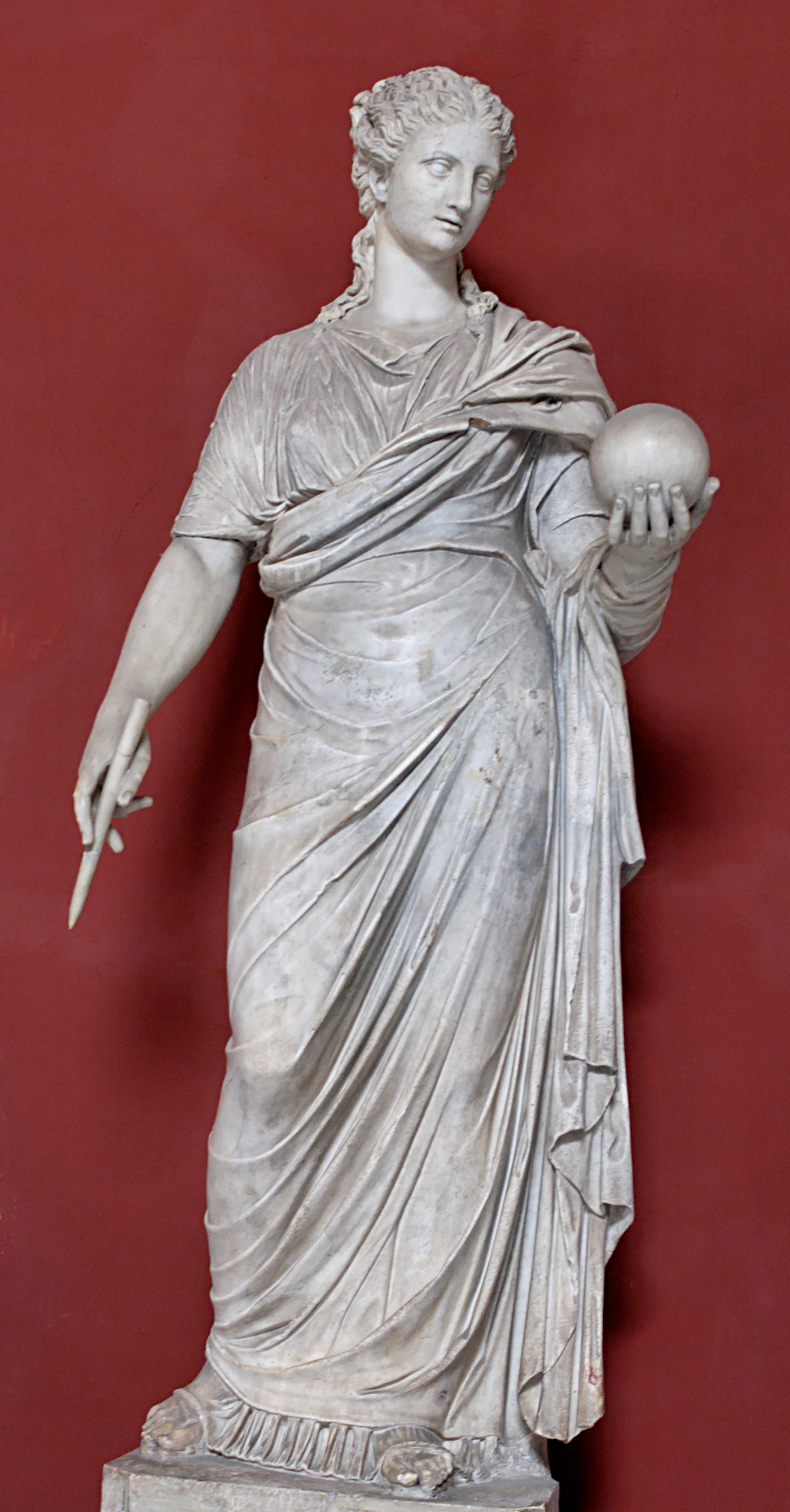
Урания, древнеримская копия греческой статуи.

Атрибуты — небесный глобус и циркуль. 
В более поздних изображениях:
- Иногда изображается в лазоревом одеянии, в звёздочной короне.
- Иногда в качестве атрибутов — зрительная трубка и лист с небесными знаками.